# 明朝玉玺
明朝政府大量制作帝王用玺以冲淡无传國玉玺之虚。明朝共制二十四方玉玺，称二十四御宝。

## 沿革
明太祖即位之初，有贾胡浮海以美玉至，制“大明传国之宝”，并制玉圭一。洪武元年正月设尚宝司，规定宝玺为十二颗：曰奉天之宝，以镇万国，祀天地；曰皇帝之宝，以册封赐劳；曰皇帝信宝，以征召军；曰天子之宝，以祭享鬼神；曰天子行宝，以封赐夷蛮；曰天子信宝，以调发番兵；曰制诰之宝，以识诰命；曰敕命之宝，以识敕命；曰广运之宝，以识黄选勘籍；曰御前之宝，以进御座从军驾；曰皇帝尊亲之宝，以答赐宗人；曰敬天勤民之宝，以训迪有司。洪武二年四月制一小玉玺，曰“奉天执中”。同年九月庚子造御宝六，白玉三，曰“天子行宝”、“天子信宝”、“天子之宝”；青玉三，曰“皇帝行宝”、“皇帝信宝”、“皇帝之宝”。
建文二年，得雪山青玉，逾二尺。于建文三年正月制“凝命神宝”，玺文为“天命明德 表正万方 精一执中 宇宙永昌”，方一尺六寸九分，后毁。
明成祖于建文四年六月十七日己巳即位，十九日辛未制“皇帝亲亲之宝”，二十五日丁丑制“皇帝奉天之宝”、“诰命之宝”、“敕命之宝”。宝玺为十七颗。终永乐朝，及洪熙以下六朝，未闻增益。
弘治十三年（1500年），鄠县人毛志学在泥河滨得玉玺，其文为「受命于天，既寿永昌」。色白微青，螭纽。陕西巡抚熊翀以为传国玉玺复出，但后来被鉴定为伪，弃之未用。
嘉靖十八年二月初五日甲辰，命造御宝十一颗，曰“奉天承运大明天子宝”、“天子信宝”、“天子行宝”、“皇帝信宝”、“皇帝行宝”、“大明受命之宝”、“巡狩天下之宝”、“垂训之宝”、“命德之宝”、“讨罪安民之宝”、“敕正万民之宝”。至此足二十四御宝之数。

## 国初十七寶
- 皇帝奉天之宝：为传国玺，以镇万国，祀天地。用于祭天等大典礼仪。
- 皇帝之宝：以颁诏与赦。皇帝日常用玺。
- 皇帝行宝：以册封赐劳。用于赏赐。
- 皇帝信宝：以征召军。用于召亲王大臣及调兵征伐。
- 天子之宝：以祭享百神。用于祭祀山川鬼神。
- 天子行宝：以封赐夷蛮。用于册立藩邦、封外国及赐劳。
- 天子信宝：以调发番兵。用于施命外夷，招外服及徵發。
- 制诰之宝：以识诰命。用于颁佈诰书，谕示臣僚。
- 敕命之宝：以识敕命。用于钤印圣旨。
- 广运之宝：以识黄选勘籍；以奖励臣工。
- 皇帝尊亲之宝：以上尊号。用于祭祀宗庙。
- 皇帝亲亲之宝：以谕亲王。用于册立亲藩。
- 敬天勤民之宝：以训迪有司。用于赏赐守令官吏，敕谕朝觐官。
- 御前之宝：以进御座、从军驾。
- 表章经史之宝：以求经籍。
- 钦文之玺：以钦文教。

以上为明太祖所制十六宝，材质以青玉、白玉为主。其中“皇帝奉天之宝”、“皇帝亲亲之宝”、“敕命之宝”在靖难之役燕军攻入南京城时，被建文帝在大内乾清宫中举火焚毁，明成祖即位后重制，并增制“诰命之宝”，在嘉靖年间统称为“国初十七宝”。
建文帝于建文三年正月制凝命神宝，材料为青玉，玺文为“天命明德 表正万方 精一执中 宇宙永昌”，方逾二尺，後毁。建文朝有宝玺十三方：
- 皇帝之宝，诏赦用之
- 皇帝行宝，命将出师用之
- 皇帝信宝，征兵用之
- 天子之宝，诏四夷用之
- 天子行宝，赐四夷物用之
- 天子信宝，征兵四夷用之
- 皇帝奉天之宝，郊禋用之
- 恭禋之宝，封印香合用之
- 制诰之宝，制谕诰文用之
- 敕命之宝，敕谕敕文用之
- 精一执中，手书用之
- 御府丹符，封记符号用之
- 凝命神宝，为镇国之宝

## 嘉靖新制七宝
- 奉天承运大明天子宝
- 大明受命之宝
- 巡狩天下之宝
- 垂训之宝
- 命德之宝
- 讨罪安民之宝
- 敕正万民之宝

以上七宝制于嘉靖十八年，均用玉。嘉靖四十五年冬，明世宗下诏称“先朝甲戌（正德九年）遇灾（乾清宫失火），御宝凡六，其五已遭毁。命有司觅美玉补造。”《万历野获编》认为这五枚补造的玉玺之前身，实系嘉靖四十年毁于西内永寿宫火灾，但嘉靖帝讳言此事，故托辞毁于正德九年。

### 引用
1. 1 2 3  《涌幢小品》卷三
2. ↑  吕毖 《明朝小史》卷二
3. ↑  《明实录》《太祖高皇帝实录》卷四十四
4. 1 2  《名山藏》卷二
5. ↑  《明实录》《世宗肃皇帝实录》卷二百二十一
6. ↑  《双槐岁钞》“御宝文移”条：南京礼部有御宝文移。庚辰（建文二年，1400年）十二月初十日，敕谕：“朕闻有天下者之有宝，所以昭大信、示传承也。然中古传记莫考。自汉以来，始因传国玺，演而为六，唐、宋又益以镇国、定命、受命诸名，厥数愈繁矣。我朝国初，尝备用之，后复中止。朕承序之初，因得贞玉，协于异梦受命之符，遂考古典，乃造为大宝，以天命明德，表正万方，精一执中，宇宙永昌为文，定名曰凝命神宝。惟以镇国宝藏，因而备造六宝，以复近古之制。并皇帝奉天、恭禋、制诰、敕命四宝，及精一执中、御府丹符二图记，凡十有三。皇帝之宝，诏赦用之；皇帝行宝，命将出师用之；皇帝信宝，征兵用之；天子之宝，诏四夷用之；天子行宝，赐四夷物用之；天子信宝，征兵四夷用之；奉天之宝，郊禋用之；恭禋之宝，封印香合用之；制诰之宝，制谕诰文用之；敕命之宝，敕谕敕文用之；精一执中，手书用之；御府丹符，封记符号用之。所以备一代之制，传子孙于永久也。尔礼部其宣教天下，使明知之。”此史之阙文也。